# Whatever (Megumi Hayashibara)
Whatever è il secondo album della cantante giapponese Megumi Hayashibara uscito il 5 marzo 1992 per la Starchild. Il disco è stato ripubblicato dalla King Records il 16 marzo 2005. L'album ha raggiunto la diciottesima posizione della classifica degli album più venduti in Giappone.

## Tracce
1. Yoake no Shooting Star (夜明けのShooting Star) – 4:51
2. Mamotte Ageru (守ってあげる) – 4:26
3. Koi Musouka (恋 ・無双華) – 4:42
4. Prism Eye (プリズムアイ) – 4:34
5. NAGARE BOSHI (翔星 -NAGARE BOSHI-) – 4:12
6. Still Waiting – 5:44
7. HOLY ROAD – 4:31
8. Ame no Hi no Sugoshikata (New Recording) (雨の日の過ごし方) – 4:35
9. Back Seat Doll ga Mite Ita (New Recording) (Back Seat Doll が見ていた) – 3:37
10. Ryuuseiki Gakusaver (流星機 ガクセイバー) – 4:05
11. Hamabe no Diary (New Recording) (浜辺のダイアリー) – 4:29
12. Natsu no Uneri (夏のうねり) – 5:07
13. Distance (New Recording) – 4:25
14. Tokyo Boogie Night – 3:02
15. Niji-iro no Sneaker (虹色のSneaker) – 4:15